# Maya Kidowaki
Maya Kidowaki (jap. 木戸脇 真也, Kidowaki Maya; * 17. Mai 1969) ist eine ehemalige japanische Tennisspielerin.

## Karriere
Auf der WTA Tour gewann sie zwei Doppeltitel.
Für die japanische Fed-Cup-Mannschaft bestritt sie von 1990 bis 1992 sechs Partien im Doppel, von denen sie drei gewann.
Kidowaki nahm für Japan auch an den Olympischen Spielen 1992 in Barcelona teil.

## Turniersiege

### Doppel
| Nr. | Datum      | Turnier | Kategorie    | Belag     | Partnerin   | Finalgegnerinnen          | Ergebnis      |
| --- | ---------- | ------- | ------------ | --------- | ----------- | ------------------------- | ------------- |
| 1.  | April 1991 | Tokio   | WTA Tier IV  | Hartplatz | Amy Frazier | Yone Kamio Akiko Kijimuta | 6:2, 6:4      |
| 2.  | April 1993 | Tokio   | WTA Tier III | Hartplatz | Ei Iida     | Li Fang Kyōko Nagatsuka   | 6:2, 4:6, 6:4 |

## Abschneiden bei Grand-Slam Turnieren

### Einzel
| Turnier         | 1990 | 1991 | 1992 | 1993 | Bilanz | Karriere |
| --------------- | ---- | ---- | ---- | ---- | ------ | -------- |
| Australian Open | 2    | 2    | 2    | 1    | 3:4    | 2        |
| French Open     | 1    | 3    | 2    | —    | 3:3    | 3        |
| Wimbledon       | 1    | 2    | 1    | —    | 1:3    | 2        |
| US Open         | 1    | 1    | —    | —    | 0:2    | 1        |

### Doppel
| Turnier         | 1989 | 1990 | 1991 | 1992 | 1993 | 1994 | Bilanz | Karriere |
| --------------- | ---- | ---- | ---- | ---- | ---- | ---- | ------ | -------- |
| Australian Open | 1    | 1    | 2    | 1    | 1    | 1    | 1:6    | 2        |
| French Open     | —    | 2    | 1    | 1    | 2    | —    | 2:4    | 2        |
| Wimbledon       | 1    | 1    | 2    | 1    | 1    | —    | 1:5    | 2        |
| US Open         | —    | 1    | 2    | —    | 1    | —    | 1:3    | 2        |